# Richmond Arquette
Richmond Arquette (Nueva York, 21 de agosto de 1963) es un actor estadounidense de cine y televisión. 

## Biografía
Es hijo de Brenda Olivia "Mardi" (nacida Nowak), una actriz, poeta, operadora de teatro, profesora de actuación, y terapeuta, y Lewis Arquette, un actor. El abuelo paterno de Arquette era el comediante Cliff Arquette. La madre de Arquette era judía (de un familiar que inmigró de Polonia y Rusia). El padre de Arquette era un converso del catolicismo al islam, y a través de él, Richmond es lejanamente relacionado con el explorador Meriwether Lewis. Sus hermanos son los también actores Rosanna, Patricia, Alexis, y David. Fue el cuñado de la actriz Courteney Cox y de los actores Nicolas Cage y Thomas Jane.

## Filmografía

### Cine
| Año  | Título                                | Papel                   | Notas         |
| ---- | ------------------------------------- | ----------------------- | ------------- |
| 1993 | The Pickle                            | Granjero                |               |
| 1994 | Kill the Moonlight                    | Novio de Sandra         |               |
| 1995 | Seven                                 | Repartidor              |               |
| 1995 | Drive Baby Drive                      | Alan                    | Cortometraje  |
| 1996 | Kiss & Tell                           | Detective Bob Starr     |               |
| 1997 | Overdrive                             | Harding                 |               |
| 1997 | Gridlock'd                            | Médico residente        |               |
| 1997 | Do Me a Favor                         | Guarda de seguridad     |               |
| 1997 | The Girl Gets Moe                     | Lizard                  |               |
| 1997 | Dream with the Fishes                 | Sheriff                 |               |
| 1997 | The Alarmist                          | Andrew Hudler           |               |
| 1997 | Cold Around the Heart                 | Hombre de la gasolinera |               |
| 1998 | The Treat                             | Christopher             |               |
| 1998 | Desert Blue                           | Truck Driver            |               |
| 1998 | Stingers                              |                         |               |
| 1999 | The Lovely Leave                      | El marido               | Cortometraje  |
| 1999 | Sugar Town                            | Rick                    |               |
| 1999 | Fight Club                            | Interno                 |               |
| 2000 | Spin Cycle                            | Jaybird                 |               |
| 2000 | Scream 3                              | Estudiante              |               |
| 2000 | The Heist                             | Moe                     | Vídeo         |
| 2000 | $pent                                 | Jay                     |               |
| 2000 | The Gold Cup                          | Hank                    |               |
| 2001 | See Jane Run                          |                         |               |
| 2001 | Tweeked                               | Violador del Cadillac   |               |
| 2002 | The Mesmerist                         | Forense #2              |               |
| 2002 | A Midsummer Night's Rave              | Oficial Skinner         |               |
| 2004 | Illusion                              | Mortimer                |               |
| 2005 | I Hate You                            | Cortometraje            |               |
| 2005 | The Big Empty                         | Ginecólogo              | Cortometraje  |
| 2006 | Hookers Inc.                          | John                    |               |
| 2006 | Rocker                                | Robert                  |               |
| 2006 | The Darwin Awards                     | Sr. Pearlman            |               |
| 2006 | The Tripper                           | Cooper                  |               |
| 2007 | Zodiac                                | Zodiac 1 / Zodiac 2     |               |
| 2007 | Halloween                             | Comisario Charles       |               |
| 2008 | Wednesday Again                       | Wag                     |               |
| 2008 | Made of Honor                         | Gary                    |               |
| 2008 | The Butler's in Love                  | William                 | Cortometraje  |
| 2008 | The Curious Case of Benjamin Button   | John Grimm              |               |
| 2009 | Endless Bummer                        | Harry                   |               |
| 2009 | The Tip                               | Cortometraje            |               |
| 2010 | 12 FL OZ                              | Jack Jordan             |               |
| 2010 | Mexican Devil                         |                         |               |
| 2011 | Rift                                  | Oficial Kelly           |               |
| 2012 | Smashed                               | Arlo                    |               |
| 2013 | Broken Blood                          | Peebo                   |               |
| 2013 | This Is Martin Bonner                 | Travis Holloway         |               |
| 2013 | Big Bad City                          | Detective Smitty        | Posproducción |
| 2013 | National Lampoon Presents: Surf Party | Harry                   | Posproducción |

### Televisión
| Año       | Título             | Papel                              | Notas                                       |
| --------- | ------------------ | ---------------------------------- | ------------------------------------------- |
| 1994      | Girls in Prison    | Detective Dan Campion              | Película para TV                            |
| 1994      | Nowhere to Hide    | Película para TV                   |                                             |
| 1996      | Party of Five      | Vendedor                           | Episodio: "Comings and Goings"              |
| 1997      | Tell Me No Secrets | Douglas Phillips                   | Película para TV                            |
| 1998      | Legion             | Koosman                            | Película para TV                            |
| 1999      | Safe Harbor        | Episodio: "By Any Means Necessary" |                                             |
| 2001      | Son of the Beach   | M.C.                               | Episodio: "B.J. Blue Hawaii"                |
| 2006      | Medium             | David Saunders                     | Episodio: "A Changed Man"                   |
| 2007      | Monk               | Lawson                             | Episodio: "Mr. Monk Makes a Friend"         |
| 2007-2008 | Dirt               | Colin De Quisto                    | Papel recurrente (5 episodios)              |
| 2009      | Prison Break       | Joe Daniels                        | Episodios: "The Old Ball and Chain", "Free" |
| 2009      | The Storm          | Till                               | Miniserie                                   |
| 2009      | Lie to Me          | Trent                              | Episodio: "The Core of It"                  |
| 2010      | Terriers           | Doc Johnson                        | Episodio: "Missing Persons"                 |
| 2011      | CSI: Miami         | Marvin Hill                        | Episodio: "F-T-F"                           |
| 2012      | Tallhotblond       | Jake                               | Película para TV                            |
| 2012      | Vegas              | Jackie Sullivan                    | Episodio: "The Real Thing"                  |